# Isolepis crassiuscula
Isolepis crassiuscula är en halvgräsart som beskrevs av Joseph Dalton Hooker. Isolepis crassiuscula ingår i släktet borstsävssläktet, och familjen halvgräs. Inga underarter finns listade i Catalogue of Life.